# Glomera macdonaldii
Glomera macdonaldii là một loài thực vật có hoa trong họ Lan. Loài này được (Schltr.) Ames mô tả khoa học đầu tiên năm 1933.